# Tichelwarf
Tichelwarf ist ein Ortsteil der Stadt Weener im ostfriesischen Rheiderland. Im Ort lebten am 31. Dezember 2017 1741 Einwohner. Ortsvorsteher ist Gerrit Dreesmann.

## Geschichte
Der Ort wird 1735 erstmals als Tichelwerk genannt. Später wandelte sich die Bezeichnung von Tichelwerk in den heutigen Ortsnamen. Er geht zurück auf die plattdeutsche Bezeichnung für ein Ziegelwerk, das bereits im 16. Jahrhundert bestanden haben soll. Die Besiedelung des Ortes begann entlang der Poststraße von Bunde nach Neuschanz. Im 19. Jahrhundert wuchs der Ort rasant: Lebten 1823 noch 464 Personen, die sich auf 81 Haushalte verteilten, waren es 25 Jahre später, im Jahr 1848 bereits 579 Einwohner.